# Bagophanes
Bagophanes was de bevelhebber van de citadel van Babylon toen Alexander de Grote hem na de Slag bij Gaugamela veroverde in 331 v.Chr..

## Noot
1. ↑  Q. Curtius Rufus,  Historiae Alexandri, V, 1